# 潘凱盈
潘凱盈（Queenie Poon)，又名“魔法小Q”，香港出生，原籍潮州，是香港女性魔術師，中學分別就讀嘉諾撒聖家書院及香港真光中學。

## 生平
潘氏於2008年開始擔任香港青少年魔術團主席，並於2011年6月起為aTV兒童節目《通識小學堂》: Funny Magic環節中擔任魔術老師，內容包括表演各類型魔術、教授簡單有趣的魔術及邀請不同年齡的魔術師或愛好者訪問及表演。後來轉投無綫電視《放學ICU》環節《LIKE Magic》。

## 外部連結
- 新假期608期報導潘氏首演變衣藝人環節
- 無綫電視資訊節目-《激優一族》訪問 （页面存档备份，存于）
- 新假期412期訪問[]
- LIKE Magic 魔術環節 嘉賓主持[永久]
- 《放學ICU》特別嘉賓!~ 少女魔術師Queenie  （页面存档备份，存于）
- TVB節目 激優一族 訪問嘉賓
- 東方日報 （页面存档备份，存于）
- 通識小學堂-Queenie姐姐教魔術
- 西九龍中心 魔法擂台激鬥日 與模特兒A.Lin DaDa一同擔任嘉賓及表演幻象魔術 （页面存档备份，存于）
- Concept - 詹瑞文代言人委任典禮 擔任魔術顧問 與詹Sir一同表演火魔術[永久]
- 香港青少年魔術團 主席的話